# مسابقه آواز یوروویژن ۱۹۸۷
مسابقه آواز یوروویژن ۱۹۸۷ ۳۲مین دوره از مسابقات آواز یوروویژن بود که در Palais du Centenaire، بروکسل، بلژیک برگزار شد. برنده آن کشور جزیره ایرلند بود.